# آستغیک کامالیان
آستغیک کامالیان (ارمنی: Աստղիկ Արշակի Քամալյան؛  زادهٔ ۲۶ فوریهٔ ۱۹۲۶ ۲۰ ژانویهٔ ۱۹۹۱) خواننده اهل ارمنستان بود. وی بین سال‌های - تا - میلادی فعالیت می‌کرد.

## زندگی‌نامه
وی در ۱۹۲۶ در ایروان به دنیا آمد . وی در گروه دولتی آواز-رقص تاتول آلتونیان ارمنستان فعالیت می‌کرد. وی همچنین برنده جوایزی همچون هنرمند مردمی ارمنستان شوروی (۱۹۷۸) شد. وی در ۲۰ ژانویهٔ ۱۹۹۱ در سن ۶۴ سالگی در ایروان درگذشت.